# Профессиональные участники рынка ценных бумаг
Профессиона́льные уча́стники ры́нка це́нных бума́г в России — индивидуальные предприниматели, включённые в единый реестр инвестиционных советников, и юридические лица, которые осуществляют следующие виды деятельности:
1. брокерская деятельность;
2. дилерская деятельность;
3. деятельность форекс-брокера;
4. деятельность по управлению ценными бумагами;
5. депозитарная деятельность;
6. деятельность по ведению реестра владельцев ценных бумаг;
7. деятельность по инвестиционному консультированию.

## Лицензирование
Все виды профессиональной деятельности на рынке ценных бумаг осуществляются на основании специального разрешения — лицензии, выдаваемой центральным банком. Банк России устанавливает критерии финансовой устойчивости и приемлемого уровня риска, контролирует деятельность профессиональных участников рынка ценных бумаг, ведёт публичные реестры этих организаций по видам деятельности и принимает решение об отзыве выданной лицензии при нарушении законодательства РФ о ценных бумагах. Получение лицензии предполагает наличие персонала с оговоренным уровнем квалификации.
Деятельность профессиональных участников рынка ценных бумаг также контролируется путем выдачи:
- лицензии профессионального участника рынка ценных бумаг;
- лицензии на осуществление деятельности по ведению реестра.

## Ограничения
Кредитные организации осуществляют профессиональную деятельность на рынке ценных бумаг в порядке, установленном законом для профессиональных участников рынка ценных бумаг.
Федеральным законом № 39-ФЗ из профессиональных участников рынка ценных бумаг были исключены кредитные организации, а также индивидуальные предприниматели.
В целях предотвращения конфликта интересов:
1. Осуществление деятельности по ведению реестра не допускает её совмещения с другими видами профессиональной деятельности на рынке ценных бумаг.
2. Профессиональный участник рынка ценных бумаг, который совмещает на основании соответствующей лицензии депозитарную деятельность на рынке ценных бумаг и/или клиринговую деятельность на рынке ценных бумаг с брокерской деятельностью на рынке ценных бумаг, или дилерской деятельностью на рынке ценных бумаг, или с деятельностью по доверительному управлению ценными бумагами не может выполнять операции:
  - расчётного депозитария, то есть организовывать централизованное депозитарное обслуживание сделок с ценными бумагами, заключаемых между профессиональными участниками рынка ценных бумаг на фондовых биржах или у других организаторов торговли на рынке ценных бумаг, осуществлять переводы ценных бумаг по депозитарным счетам профессиональных участников рынка ценных бумаг по итогам таких сделок;
  - клирингового центра, то есть организовывать централизованный клиринг обязательств между профессиональными участниками рынка ценных бумаг, вытекающих из указанных выше сделок;
  - расчётного центра (относится к кредитным организациям), то есть организовывать централизованные денежные расчёты (переводы) между профессиональными участниками рынка ценных бумаг по итогам указанных выше сделок.
  - Профессиональному участнику рынка ценных бумаг, имеющему право на осуществление дилерской деятельности, брокерской деятельности и деятельности по доверительному управлению на рынке ценных бумаг, запрещается осуществлять указанные виды деятельности в отношении ценных бумаг зависимых от него организаций, а также дочерних организаций от зависимых организаций данного профессионального участника рынка ценных бумаг. Данный запрет не распространяется на размещение таких ценных бумаг на первичном рынке и на их обслуживание (выплату доходов, погашение, передачу информации и т. п.), а также на дилерскую деятельность на вторичном рынке в отношении долговых ценных бумаг указанных организаций.
3. Кредитной организации, управляющей созданными ею общими фондами банковского управления, запрещается инвестировать средства этих фондов в ценные бумаги зависимых от неё организаций, а также дочерних организаций от зависимых организаций данной кредитной организации.

Но допускается совмещение следующих видов деятельности:
- брокерская деятельность, дилерская деятельность, деятельность по управлению ценными бумагами, депозитарная деятельность;
- клиринговая деятельность и депозитарная деятельность;
- деятельность по организации торговли и клиринговая деятельность.